# 임혁주
임혁주(林爀柱, 林赫柱, 1955년 6월 23일 ~ )는 대한민국의 텔레비전 배우 겸 연극배우이다.

## 생애
1975년 연극배우 첫 데뷔하였고 1980년 KBS 한국방송공사 공채 7기 탤런트 정식 데뷔하였다. 이후 텔레비전 드라마와 연극 부문에서 활동하였다.

## 출연작

### TV 드라마
- 1981년 KBS - 《대명》
- 1982년 KBS - 《풍운》 - 민영준 역
- 1982년 KBS - 《맥토》
- 1983년 KBS - 《개국》 - 조선 태종 이방원 역
- 1983년 KBS - 《고교생 일기》
- 1983년 KBS - 《안개》
- 1984년 KBS - 《독립문》
- 1985년 KBS - 《새벽》 - 이상구 역
- 1985년 KBS - 《고향》
- 1985년 KBS - 《광장》 - 이명준 역
- 1986년 KBS - 《님의 침묵》 - 최린의 제자 역
- 1986년 KBS - 《임이여 임일레라》
- 1987년 KBS - 《87' 행복을 찾습니다》
- 1987년 KBS - 《이화》
- 1987년 KBS - 《환멸을 찾아서》
- 1987년 KBS - 《토지》 - 장연학 역
- 1988년 MBC - 《마지막 우상》
- 1988년 KBS - 《조선백자 마리아상》
- 1989년 KBS - 《천명》
- 1989년 KBS - 《울밑에 선 봉선화》
- 1990년 KBS - 《봉숭아꽃물》
- 1991년 KBS - 《황혼에 피는 꽃》
- 1993년 KBS - 《먼동》
- 1993년 KBS - 《청춘극장》
- 1994년 KBS - 《한명회》 - 구치관 역
- 1994년 KBS - 《다큐멘터리극장》 - 전봉준 역
- 1995년 KBS - 《드라마게임 / 레테의 강 저편》 - 주인공 역
- 1995년 KBS - 《서궁》 - 임해군 역
- 1995년 MBC - 《제4공화국》 - 이학봉 역
- 1995년 KBS - 《찬란한 여명》 - 김홍집 역
- 1996년 KBS - 《스타트》
- 1996년 KBS - 《용의 눈물》 - 맹사성 역
- 1998년 KBS - 《종이학》
- 2000년 KBS - 《태조 왕건》 - 박영규 역
- 2001년 KBS - 《꽃밭에서》
- 2002년 SBS - 《여인천하》 - 김인후 역
- 2002년 EBS - 《역사탐구 과거와의 대화》
- 2003년 EBS - 《역사극장》
- 2003년 SBS - 《야인시대》 - 장택상 역
- 2003년 SBS - 《왕의 여자》 - 이정구 역
- 2004년 KBS - 《불멸의 이순신》 - 정탁 역
- 2004년 SBS - 《토지》
- 2006년 SBS - 《연개소문》 - 우문술 역
- 2013년 KBS - 《일말의 순정》 - 장택상 역

### 연극
- 《세종대왕》 ... 장영실 역(주연)

### 라디오 프로그램
- 2015년 EBS FM 《EBS 책 읽는 라디오 낭독 시리즈》